# Nikita Tregubov
Nikita Michajlovič Tregubov (in russo Никита Михайлович Трегубов?, traslitterazione anglosassone approssimata Nikita Mikhaylovich Tregubov; Krasnojarsk, 14 febbraio 1995) è uno skeletonista russo, medaglia d'argento ai giochi olimpici di Pyeongchang 2018.

## Biografia
Iniziò a gareggiare nel 2012 per la squadra russa dapprima in Coppa Europa e poi nella Coppa Intercontinentale, circuito che si aggiudicò nella stagione 2013/14. Si distinse inoltre nelle categorie giovanili vincendo quattro medaglie d'oro consecutive nel singolo ai mondiali juniores, ottenute ad Altenberg 2015, a Winterberg 2016, a Winterberg 2017 e a Sankt Moritz 2018.
Debuttò in Coppa del Mondo nella stagione 2014/15, il 10 gennaio 2015 ad Altenberg dove si piazzò al quinto posto, ottenne il suo primo podio il 23 gennaio 2015 a Sankt Moritz (3º) e la sua prima vittoria l'8 dicembre 2018 a Sigulda. In classifica generale detiene quale miglior piazzamento il quarto posto ottenuto nel 2018/19 e nel 2021/22.

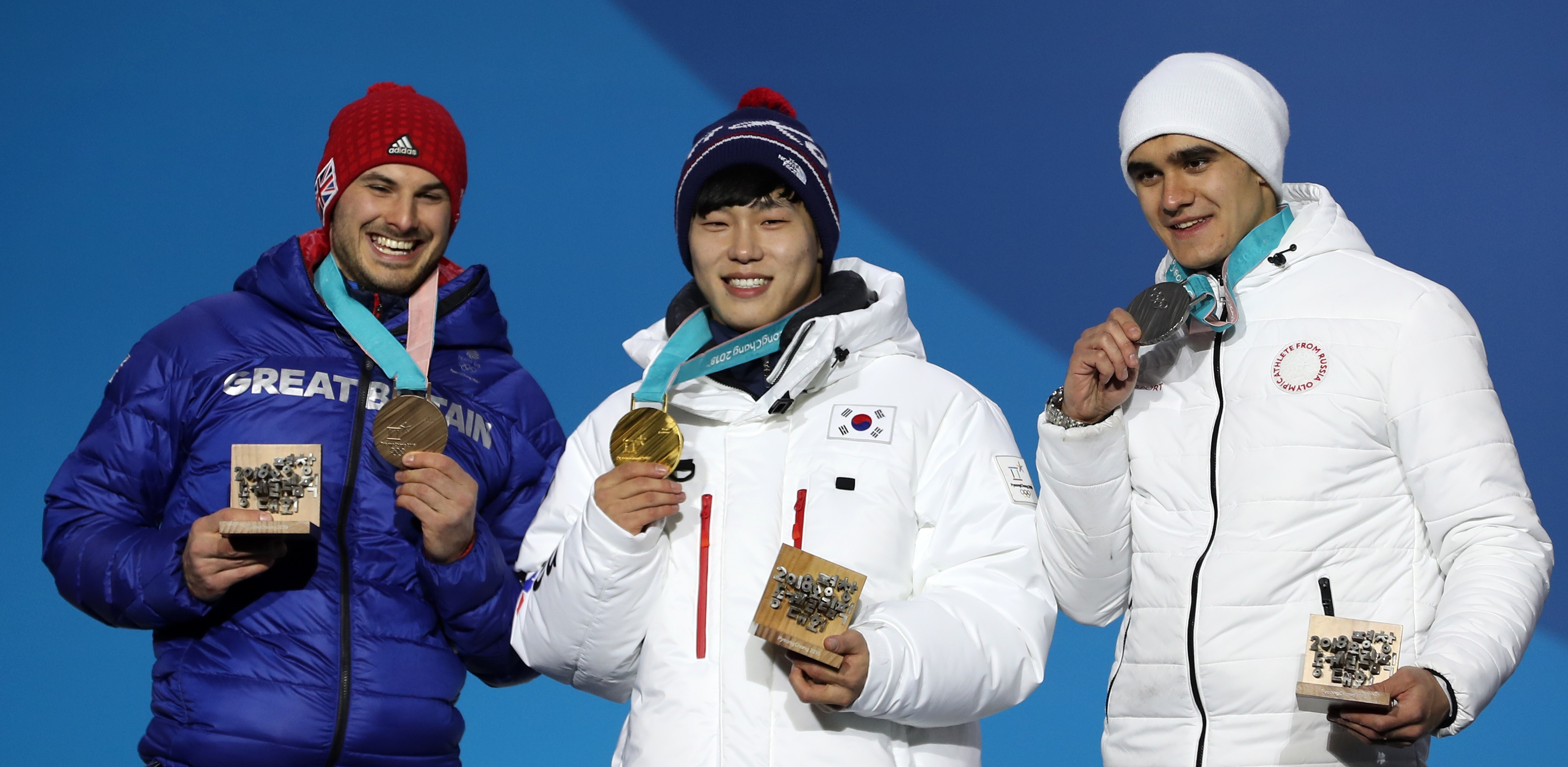
Tregubov (a destra), medaglia d'argento a, con Yun Sung-bin (oro, al centro) e Dom Parsons (bronzo)

Prese parte a due edizioni dei giochi olimpici invernali. A Soči 2014 si classificò sesto nella gara individuale. A Pyeongchang 2018, dove ha gareggiato per gli Atleti Olimpici dalla Russia, in seguito alla squalifica comminata alla Russia per il caso del doping di Stato, vinse la medaglia d'argento nel concorso del singolo.

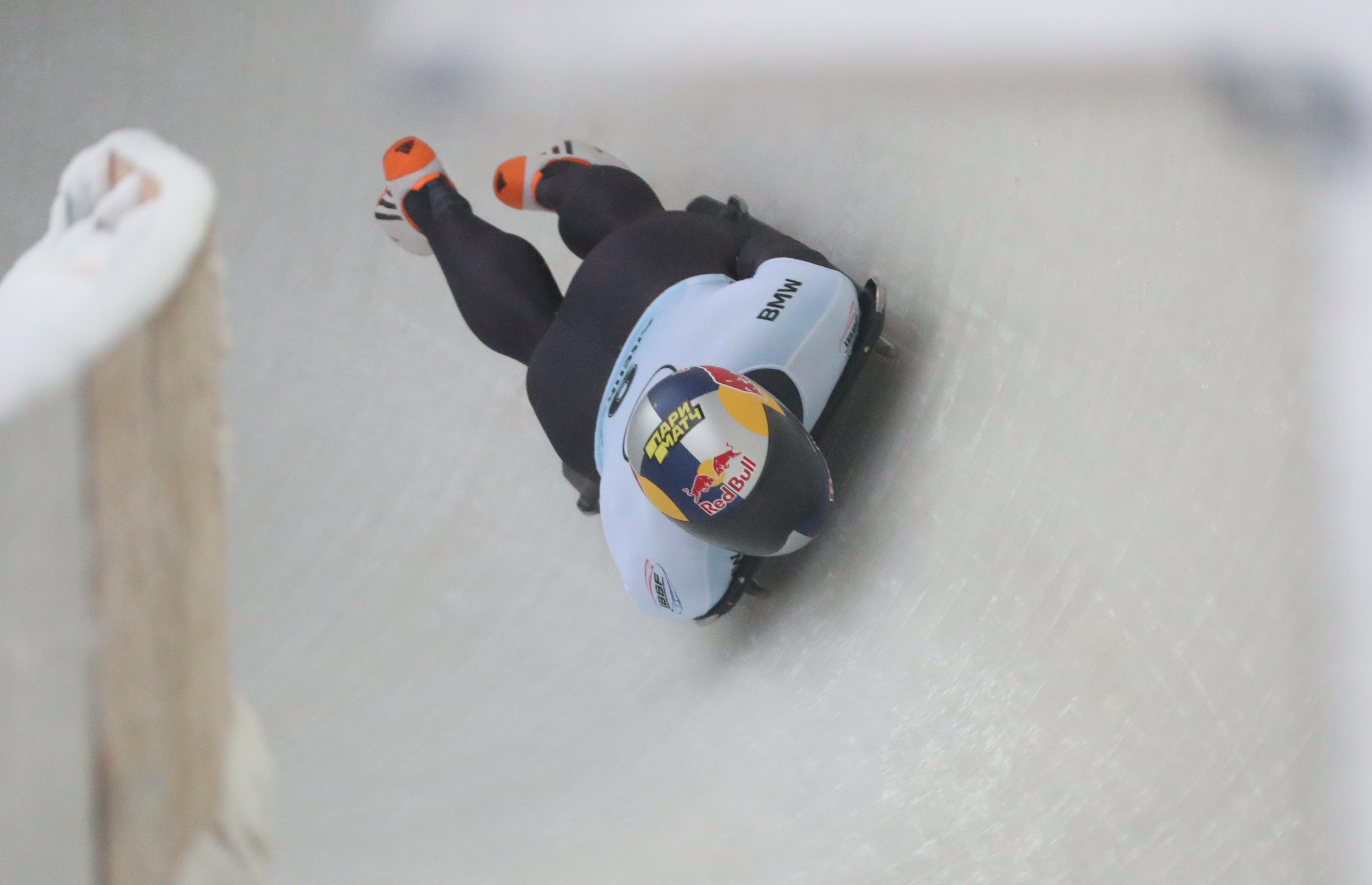
Nikita Tregubov in gara ai campionati mondiali di Altenberg 2021

Ha altresí partecipato a sei edizioni dei campionati mondiali conquistando un totale di due medaglie. Nel dettaglio i suoi risultati nelle prove iridate sono stati, nel singolo: quarto a Winterberg 2015, quinto a Igls 2016, medaglia di bronzo a Schönau am Königssee 2017, medaglia d'argento a Whistler 2019, nono ad Altenberg 2020 e sesto ad Altenberg 2021; nella gara a squadre: quattordicesimo a Igls 2016, quinto a Schönau am Königssee 2017, ottavo a Whistler 2019 e nono ad Altenberg 2020. 
Agli europei ha vinto la medaglia d'argento individuale a Igls 2018 e quella di bronzo a Sankt Moritz 2016.

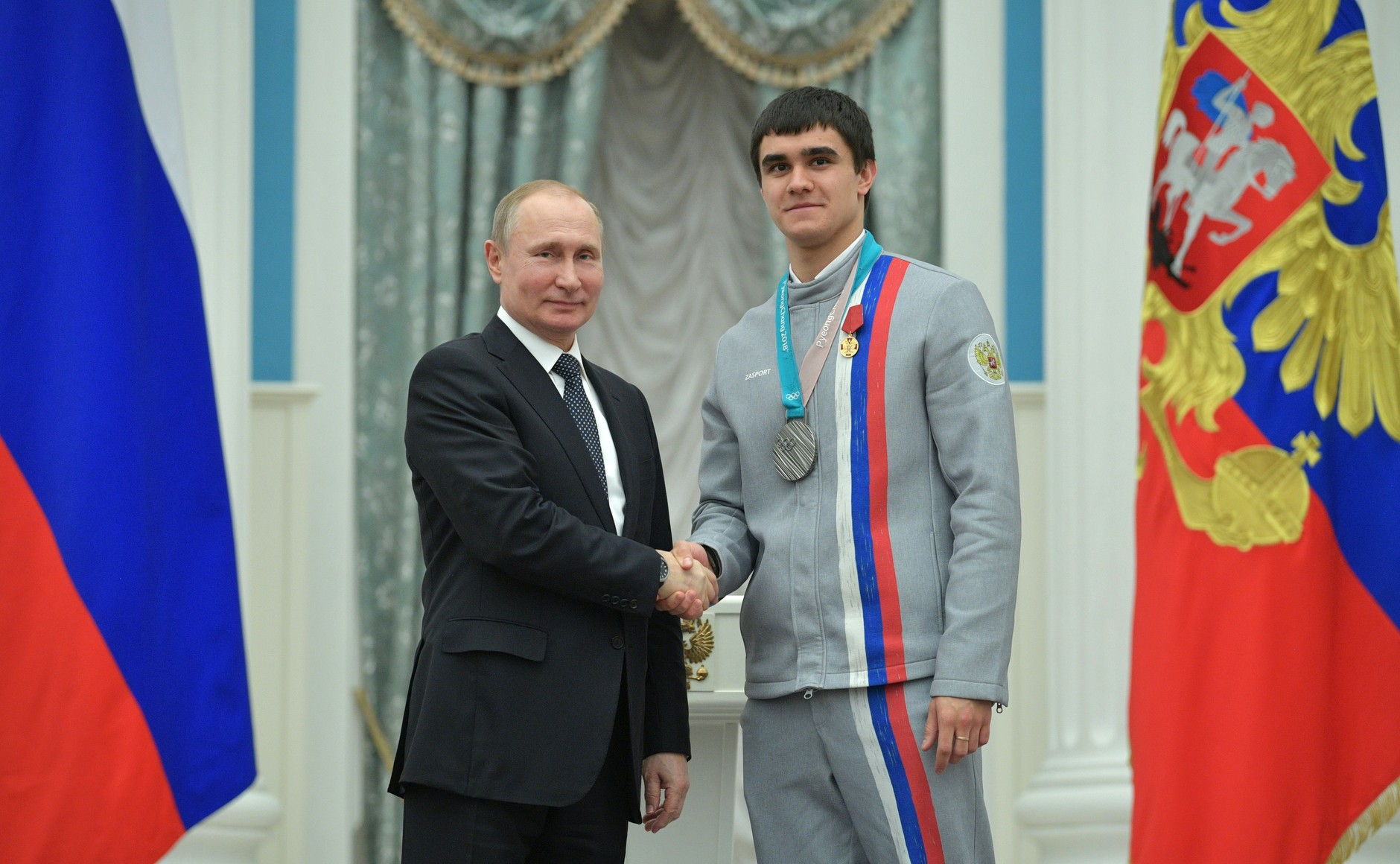
Tregubov a Mosca il 27 febbraio 2018 mentre viene premiato dal presidente russo Vladimir Putin con la medaglia dell'ordine al merito per la Patria

## Palmarès

### Olimpiadi
- 1 medaglia:
  - 1 argento (singolo a Pyeongchang 2018).

### Mondiali
- 2 medaglie:
  - 1 argento (singolo a Whistler 2019);
  - 1 bronzo (singolo a Schönau am Königssee 2017).

### Europei
- 2 medaglie:
  - 1 argento (singolo a Igls 2018);
  - 1 bronzo (singolo a Sankt Moritz 2016).

### Mondiali juniores
- 4 medaglie:
  - 4 ori (singolo ad Altenberg 2015; singolo a Winterberg 2016; singolo a Winterberg 2017; singolo a Sankt Moritz 2018).

### Coppa del Mondo
- Miglior piazzamento in classifica generale: 4º nel 2018/19 e nel 2021/22.
- 10 podi (tutti nel singolo):
  - 1 vittoria;
  - 1 secondo posto;
  - 8 terzi posti.

#### Coppa del Mondo - vittorie
| Data            | Luogo   | Paese    | Disciplina |
| --------------- | ------- | -------- | ---------- |
| 8 dicembre 2018 | Sigulda | Lettonia | singolo    |

### Circuiti minori

#### Coppa Europa
- Miglior piazzamento in classifica generale: 4º nel 2012/13;
- 1 podi (nel singolo):
  - 1 secondo posto.

#### Coppa Intercontinentale
- Vincitore della Coppa Intercontinentale nel 2013/14;
- 10 podi (nel singolo):
  - 4 vittorie;
  - 5 secondi posti;
  - 1 terzo posto.